# Leo Bunk
Leo Bunk (né le 23 octobre 1962 à Zusamaltheim en Bavière) est un joueur de football allemand.